# C. Wright Mills
Charles Wright Mills (28 tháng 8 năm 1916 - 20 tháng 3 năm 1962) là nhà xã hội học người Mỹ, và là giáo sư xã hội học tại Đại học Columbia từ năm 1946 cho đến khi ông qua đời năm 1962. Mills đã được xuất bản rộng rãi trên các tạp chí thông dụng và trí tuệ. Ông được nhớ đến với một số cuốn sách, chẳng hạn như The Power Elite, giới thiệu thuật ngữ đó và mô tả các mối quan hệ và liên minh giai cấp giữa giới tinh hoa chính trị, quân sự và kinh tế Hoa Kỳ; Cổ áo trắng: Tầng lớp Trung lưu Mỹ, thuộc tầng lớp trung lưu Mỹ; và Trí tưởng tượng xã hội học, trình bày một mô hình phân tích sự phụ thuộc lẫn nhau của các trải nghiệm chủ quan trong tiểu sử của một người, cấu trúc xã hội chung và sự phát triển lịch sử.
Mills quan tâm đến trách nhiệm của giới trí thức trong xã hội sau Thế chiến thứ hai, và ông ủng hộ sự tham gia của công chúng và chính trị thay vì quan sát không quan tâm. Người viết tiểu sử của Mills, Daniel Geary, viết rằng các bài viết của Mills có "tác động đặc biệt đáng kể đến các phong trào xã hội Cánh tả Mới của kỷ nguyên 1960."  Chính Mills đã phổ biến thuật ngữ Cánh tả Mới ở Mỹ trong một bức thư ngỏ năm 1960, "Letter to the New Left".

## Đầu đời
Mills sinh ra tại Waco, Texas vào ngày 28 tháng 8 năm 1916. Ông sống ở Texas cho đến khi 23 tuổi.   Cha anh, Charles Grover Mills, làm nhân viên bán bảo hiểm, trong khi mẹ anh, Frances Wright Mills, làm nội trợ. [18] Cha anh đã chuyển đến Texas từ bang Florida quê hương của mình, nhưng mẹ và ông bà ngoại của anh đều sinh ra và lớn lên ở Texas. Gia đình anh thường xuyên di chuyển khi anh lớn lên và kết quả là Mills sống một cuộc sống tương đối cô lập khi còn nhỏ, với ít mối quan hệ liên tục. Cùng với gia đình, Mills đã dành thời gian sống ở các thành phố sau (theo thứ tự): Waco, Wichita Falls, Fort Worth, Sherman, Dallas, Austin và San Antonio. Ông tốt nghiệp trường Trung học Kỹ thuật Dallas năm 1934.

## Đại học
Ban đầu Mills theo học tại Đại học Texas A&amp;M nhưng bỏ dở sau năm đầu tiên. Sau đó, ông tốt nghiệp Đại học Texas tại Austin năm 1939 với bằng cử nhân xã hội học và bằng thạc sĩ triết học. Vào thời điểm đó ông tốt nghiệp, Mills đã được công bố trên hai tạp chí xã hội học hàng đầu ở Hoa Kỳ: các American Sociological Review và tờ American Journal of Sociology.
Trong khi theo học tại Texas, Mills gặp người vợ đầu tiên của mình, Dorothy Helen Smith,, người cũng đang là sinh viên ở đó để lấy bằng thạc sĩ xã hội học. Trước đây cô đã theo học tại Đại học Oklahoma dành cho phụ nữ, nơi cô tốt nghiệp với bằng cử nhân thương mại. Họ kết hôn vào tháng 10 năm 1937.
Sau khi kết hôn, Dorothy Helen, hay còn gọi là "Freya", làm nhân viên cho giám đốc Phòng lưu trú dành cho phụ nữ tại Đại học Texas. Cô đã hỗ trợ cặp đôi trong khi Mills hoàn thành công việc tốt nghiệp của mình; cô ấy cũng đã đánh máy và sao chép đã chỉnh sửa phần lớn công việc của anh ấy, bao gồm cả luận án Tiến sĩ của anh ấy. Tại đây, anh gặp Hans Gerth, một giáo sư tại Khoa Xã hội học. Anh ấy trở thành một người cố vấn và bạn bè mặc dù Mills không tham gia bất kỳ lớp học nào với Gerth. Vào tháng 8 năm 1940, Freya ly hôn với Mills, nhưng cặp đôi tái hôn vào tháng 3 năm 1941. Con gái của họ, Pamela, sinh ngày 15 tháng 1 năm 1943.  
Mills nhận bằng Tiến sĩ xã hội học tại Đại học Wisconsin – Madison năm 1942. Luận án của ông có tựa đề Một tài khoản xã hội học về chủ nghĩa thực dụng: Một bài luận về xã hội học về tri thức. Mills từ chối sửa đổi luận án của mình trong khi nó đã được ủy ban của ông xem xét. Sau đó nó đã được chấp nhận mà không cần sự chấp thuận của hội đồng xét duyệt.    Mills rời Wisconsin vào đầu năm 1942, sau khi ông được bổ nhiệm làm Giáo sư Xã hội học tại Đại học Maryland, College Park.

## Sự nghiệp ban đầu

Dòng thời gian cuộc đời của Mills. Bấm vào hình ảnh để biết thêm chi tiết.

Trong thời gian làm Phó Giáo sư Xã hội học từ năm 1941 đến năm 1945 tại Đại học Maryland, College Park, nhận thức và sự tham gia của Mills vào chính trị Mỹ ngày càng tăng. Trong Thế chiến thứ hai, Mills kết thân với các nhà sử học Richard Hofstadter, Frank Freidel và Ken Stampp. Bốn viện sĩ đã hợp tác trong nhiều chủ đề, và do đó, mỗi người viết về nhiều vấn đề đương đại xung quanh cuộc chiến và cách nó ảnh hưởng đến xã hội Mỹ.
Vào giữa những năm 1940 khi ông vẫn còn ở Maryland, Mills bắt đầu đóng góp "xã hội học báo chí" và các ý kiến cho các tạp chí trí thức như The New Republic, The New Leader và Politics, tạp chí được thành lập bởi người bạn của ông là Dwight Macdonald năm 1944. 
Năm 1945, Mills chuyển đến New York sau khi đảm bảo vị trí liên kết nghiên cứu tại Cục Nghiên cứu Xã hội Ứng dụng của Đại học Columbia. Anh ly thân với Freya bằng động thái này, và cặp đôi ly hôn vào năm 1947.
Mills được bổ nhiệm làm Trợ lý Giáo sư tại khoa xã hội học của Đại học vào năm 1946. Mills nhận được khoản trợ cấp 2.500 đô la từ Quỹ Guggenheim vào tháng 4 năm 1945 để tài trợ cho nghiên cứu của mình vào năm 1946. Trong thời gian đó, ông đã viết White Collar, cuối cùng được xuất bản trong Năm 1951.
Năm 1946, Mills xuất bản Từ Max Weber: Các bài luận trong xã hội học, bản dịch các bài luận của Weber đồng tác giả với Hans Gerth. Năm 1953, hai người xuất bản tác phẩm thứ hai, Đặc điểm và Cơ cấu xã hội: Tâm lý của các thể chế xã hội.
Năm 1947, Mills kết hôn với người vợ thứ hai, Ruth Harper, một nhà thống kê tại Cục Nghiên cứu Xã hội Ứng dụng. Cô đã làm việc với Mills trên New Men of Power (1948), White Collar (1951) và The Power Elite (1956). Năm 1949, Mills và Harper đến Chicago để Mills có thể làm giáo sư thỉnh giảng tại Đại học Chicago. Mills trở lại giảng dạy tại Đại học Columbia sau một học kỳ tại Đại học Chicago và được thăng chức Phó Giáo sư Xã hội học vào ngày 1 tháng 7 năm 1950. Con gái của họ, Kathryn, sinh ngày 14 tháng 7 năm 1955.
Mills được thăng chức Giáo sư Xã hội học tại Columbia vào ngày 1 tháng 7 năm 1956. Từ năm 1956 đến năm 1957, gia đình chuyển đến Copenhagen, nơi Mills làm giảng viên Fulbright tại Đại học Copenhagen. Mills và Harper ly thân vào tháng 12 năm 1957, khi Mills trở về từ Copenhagen một mình. Họ ly dị vào năm 1959.